# Vaal

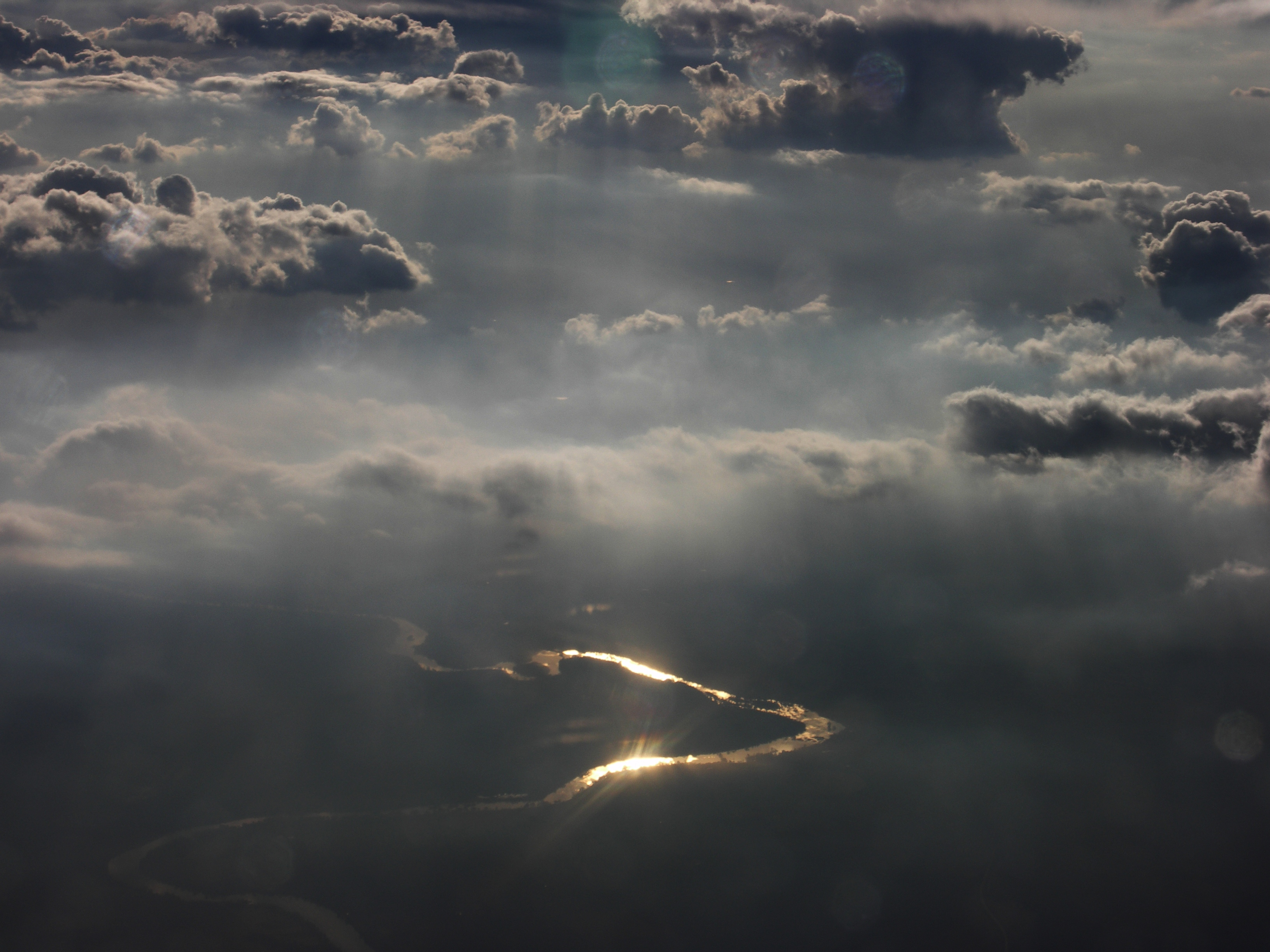
Vaal.

Vaal är en cirka 1 240 kilometer lång flod i Sydafrika. Den är Oranjeflodens största biflod. Den rinner upp i Drakensberg i Mpumalanga, öster om Johannesburg. Den flyter sedan mot sydväst till mynningen i Oranjefloden vid Kimberley i Norra Kapprovinsen. Den utgör gränsen mellan Mpumalanga, Gauteng och Nordvästprovinsen i norr och Fristaten i söder, och har gett namn åt den historiska sydafrikanska provinsen Transvaal ("på andra sidan Vaal").

## Föroreningar
Floden är regelbundet förorenad i sin övre del, och detta påverkar användarna nedströms. Under 2019 var  reningsverket i Standerton ur funktion och orsakade stora föroreningsproblem. För att hjälpa användare nedströms måste rent vatten pumpas ut i floden för att späda ut dess höga saltnivåer och därmed slösades en stor mängd av denna knappa resurs bort.